# Artiom Judin
Artiom Judin, ros. Артём Юдин (ur. 29 stycznia 2001) – rosyjski skoczek narciarski, reprezentant klub Osvsm Magadan. Brązowy medalista zimowego olimpijskiego festiwalu młodzieży Europy (2017).
W październiku 2016 zadebiutował w FIS Cupie, zajmując 26. miejsce w Râșnovie. W lutym 2017 wystartował na Zimowym Olimpijskim Festiwalu Młodzieży Europy 2017, gdzie zajął 13. miejsce indywidualnie, a w zawodach drużynowych zdobył brązowy medal. W międzynarodowych zawodach po raz ostatni startował we wrześniu 2017, zajmując 57. miejsce w konkursie FIS Cupu w Râșnovie.

## Zimowy olimpijski festiwal młodzieży Europy

### Indywidualnie
| 2017 Erzurum | – | 13. miejsce |

### Drużynowo
| 2017 Erzurum | – | brązowy medal |

### Starty A. Judina na zimowym olimpijskim festiwalu młodzieży Europy – szczegółowo
| Miejsce | Dzień     | Rok  | Miejscowość | Skocznia       | Punkt K | HS     | Konkurs  | Skok 1 | Skok 2 | Nota                  | Strata    | Zwycięzca |
| ------- | --------- | ---- | ----------- | -------------- | ------- | ------ | -------- | ------ | ------ | --------------------- | --------- | --------- |
| 13.     | 14 lutego | 2017 | Erzurum     | Kiremitliktepe | K-95    | HS-109 | indywid. | 83,5 m | 88,5 m | 182,7 pkt             | 78,6 pkt  | Timi Zajc |
| 3.      | 16 lutego | 2017 | Erzurum     | Kiremitliktepe | K-95    | HS-109 | druż.    | 90,0 m | 95,5 m | 791,0 pkt (204,3 pkt) | 145,2 pkt | Słowenia  |

## FIS Cup

### Miejsca w klasyfikacji generalnej
| Sezon     | Miejsce |
| --------- | ------- |
| 2016/2017 | 139.    |

### Miejsca w poszczególnych konkursachFIS Cupu
| Źródło                                                                        | Źródło       | Źródło        | Źródło        | Źródło       | Źródło       | Źródło           | Źródło           | Źródło             | Źródło             | Źródło       | Źródło       | Źródło        | Źródło        | Źródło         | Źródło         | Źródło          | Źródło          | Źródło        | Źródło        | Źródło | Źródło | Źródło | Źródło | Źródło | Źródło | Źródło | Źródło | Źródło | Źródło | Źródło | Źródło | Źródło | Źródło | Źródło | Źródło | Źródło | Źródło | Źródło | Źródło |
| ----------------------------------------------------------------------------- | ------------ | ------------- | ------------- | ------------ | ------------ | ---------------- | ---------------- | ------------------ | ------------------ | ------------ | ------------ | ------------- | ------------- | -------------- | -------------- | --------------- | --------------- | ------------- | ------------- | ------ | ------ | ------ | ------ | ------ | ------ | ------ | ------ | ------ | ------ | ------ | ------ | ------ | ------ | ------ | ------ | ------ | ------ | ------ | ------ |
| Sezon 2016/2017                                                               |              |               |               |              |              |                  |                  |                    |                    |              |              |               |               |                |                |                 |                 |               |               |        |        |        |        |        |        |        |        |        |        |        |        |        |        |        |        |        |        |        |        |
| Villach HS98                                                                  | Villach HS98 | Szczyrk HS106 | Szczyrk HS106 | Kuopio HS127 | Kuopio HS127 | Einsiedeln HS117 | Einsiedeln HS117 | Hinterzarten HS108 | Hinterzarten HS108 | Râșnov HS100 | Râșnov HS100 | Notodden HS98 | Notodden HS98 | Zakopane HS134 | Zakopane HS134 | Eau Claire HS95 | Eau Claire HS95 | Sapporo HS100 | Sapporo HS134 | punkty | punkty | punkty | punkty | punkty | punkty | punkty | punkty | punkty | punkty | punkty | punkty | punkty | punkty | punkty | punkty | punkty | punkty | punkty |        |
| -                                                                             | -            | -             | -             | -            | -            | -                | -                | -                  | -                  | 26           | 21           | -             | -             | -              | -              | -               | -               | -             | -             | 15     | 15     | 15     | 15     | 15     | 15     | 15     | 15     | 15     | 15     | 15     | 15     | 15     | 15     | 15     | 15     | 15     | 15     | 15     |        |
| Sezon 2017/2018                                                               |              |               |               |              |              |                  |                  |                    |                    |              |              |               |               |                |                |                 |                 |               |               |        |        |        |        |        |        |        |        |        |        |        |        |        |        |        |        |        |        |        |        |
| Villach                                                                       | Villach      | Kuopio        | Kuopio        | Kandersteg   | Kandersteg   | Râșnov           | Râșnov           | Whistler           | Whistler           | Notodden     | Notodden     | Zakopane      | Zakopane      | Planica        | Planica        | Rastbüchl       | Rastbüchl       | Villach       | Villach       | Falun  | punkty |        |        |        |        |        |        |        |        |        |        |        |        |        |        |        |        |        |        |
| -                                                                             | -            | -             | -             | 75           | 65           | 43               | 57               | -                  | -                  | -            | -            | -             | -             | -              | -              | -               | -               | -             | -             | -      | 0      |        |        |        |        |        |        |        |        |        |        |        |        |        |        |        |        |        |        |
| Legenda                                                                       |              |               |               |              |              |                  |                  |                    |                    |              |              |               |               |                |                |                 |                 |               |               |        |        |        |        |        |        |        |        |        |        |        |        |        |        |        |        |        |        |        |        |
| 1 2 3 4-10 11-30 poniżej 30 dq – dyskwalifikacja - − zawodnik nie wystartował |              |               |               |              |              |                  |                  |                    |                    |              |              |               |               |                |                |                 |                 |               |               |        |        |        |        |        |        |        |        |        |        |        |        |        |        |        |        |        |        |        |        |